# يورغن كافينس
يورغن كافينس (19 أغسطس 1978 في بلجيكا - ) هو لاعب كرة قدم بلجيكي في مركز الهجوم. شارك مع منتخب بلجيكا لكرة القدم. أما مع النوادي، فقد لعب مع أولمبيك مارسيليا وبيرسخوت إيه سي وتفينتي أنشخيدة وستاندارد لييج وفاسلاند بيفيرين وليرس ونادي غينت وبيرتشوت ويلريجك وRoyal Cappellen F.C. ‏.

## وصلات خارجية
- يورغن كافينس على موقع الاتحاد البلجيكي (الإنجليزية)
- يورغن كافينس على موقع قاعدة بيانات كرة القدم.إي يو (الإنجليزية)
- يورغن كافينس على موقع ناشيونال فوتبول تيمز (الإنجليزية)
- يورغن كافينس على موقع Soccerway.com (الإنجليزية)